# Sean Gauthier
Sean D. Gauthier, född 28 mars 1971, är en kanadensisk före detta professionell ishockeymålvakt.
Han spelade för San Jose Sharks i National Hockey League (NHL); Leksands IF i Elitserien; Moncton Hawks, St. John's Maple Leafs, Kentucky Thoroughblades, Louisville Panthers och Louisiana Icegators i American Hockey League (AHL); Fort Wayne Komets i International Hockey League (IHL); Leksands IF och Skellefteå AIK i Hockeyallsvenskan; South Carolina Stingrays, Pensacola Ice Pilots och Reading Royals i East Coast Hockey League (ECHL) samt Kingston Raiders och Kingston Frontenacs i Ontario Hockey League (OHL).
Gauthier draftades av Winnipeg Jets i nionde rundan i 1991 års draft som 181:a spelare totalt.
Han är far till Cutter Gauthier.